# وردگ
وردگ (به ترکی آذربایجانی: Vərdağ) یک منطقهٔ مسکونی در جمهوری آذربایجان است که در شهرستان خیزی واقع شده‌است.